# 霍利克-凱尼恩高原
78°S 105°W / 78°S 105°W
霍利克-凱尼恩高原（英語：Hollick-Kenyon Plateau），是南極洲的高原，位於瑪麗伯德地，東面是埃爾斯沃思山脈，西面是塔卡黑火山和克拉里山脈，海拔高度1,200至1,800米，現時由南極條約體系管理。